# Dragomirești-Vale
Dragomirești-Vale is een gemeente in het Roemeense district Ilfov en ligt in de regio Muntenië in het zuidoosten van Roemenië. De gemeente telt 4025 inwoners (2005).

## Geografie
De oppervlakte van Dragomirești-Vale bedraagt 37 km², de bevolkingsdichtheid is 109 inwoners per km².
De gemeente bestaat uit de volgende dorpen: Dragomirești-Vale, Dragomirești Deal, Zurbaua.

## Politiek
De burgemeester van Dragomirești-Vale is Gheorghe Socol (PD).

## Geschiedenis
In 1353 werd Dragomirești-Vale officieel erkend.